# Eunoe shirikishinai
Eunoe shirikishinai är en ringmaskart som beskrevs av Imajima och Hartman 1964. Eunoe shirikishinai ingår i släktet Eunoe och familjen Polynoidae. Inga underarter finns listade i Catalogue of Life.